# باب‌اسفنجی در حال حرکت است!
باب اسفنجی حرکت می‌کند! (انگلیسی: SpongeBob Moves In!) یک بازی ویدئویی در سبک شهرسازی است که در اصل توسط توسعه دهنده بازی کنگ فو فکتوری ساخته و توسط نیکلودئون منتشر و توزیع شده‌است. این بازی ویدیویی بر اساس مجموعه تلویزیونی انیمیشن آمریکایی باب اسفنجی شلوار مکعبی است. اولین بار برای آی او اس در ۶ ژوئن ۲۰۱۳ منتشر شد.
در این بازی، بازیکنان بنا به سلیقه خود بیکینی باتم را می‌سازند و وظیفه دارند تا با برآورده ساختن تمام خواسته‌هایشان، ساکنان را راضی نگه دارند. همان‌طور که بازیکنان در بازی پیشرفت می‌کنند، می‌توانند داستان‌های ناگفته منحصر به فرد برنامه را باز کنند، در مورد چگونگی ورود شخصیت‌هایشان به شهر. این فروشگاه‌های ناگفته توسط کارمندان نویسندگی نمایش نوشته شده‌اند و از طریق داستان‌های کوتاه گفته می‌شوند.
باب اسفنجی حرکت می‌کند! طبق گفته نیکلودئون در ۳۱ مه ۲۰۲۱ بسته خواهد شد.

## گیم پلی

طی انجام بازی

در باب اسفنجی حرکت می‌کند!، بازیکنان می‌توانند ظاهر بیکینی باتم را با شخصیت‌ها، ساختمان‌ها و لوازم جانبی مختلف عوض کنند. در تلاش برای شادی بخشیدن به ساکنان با اعطای خواسته‌های آنها، بازیکنان باید با جمع‌آوری شادی دستگاه شادی شهر را پر کنند. ساکنان بیکینی باتم خواهان غذا و هدیه از موسسات مختلف بیکینی باتم مانند رستوران آقای خرچنگ به عنوان پختن همبرگر خرچنگی هستند. هنگامی که خواسته آنها برآورده شد، بازیکن می‌تواند سکه‌های طلا، خوشحالی یا یک دستور العمل برای اضافه کردن به مجموعه آنها جمع کند. هنگامی که متر شادی پر می‌شود، بازیکنان با کسب سکه، تجربه بازی و باز کردن تلاش‌ها، ساختمان‌ها و لوازم جانبی بیشتر برای خرید در فروشگاه، به سطح بعدی بازی می‌رسند.
در طول بازی، بازیکنان برای انجام فعالیت‌های مختلف مانند برآوردن آرزوها، اضافه کردن ساختمان‌ها، تهیه دستور العمل‌ها، جمع‌آوری اجاره و گسترش شهر خود سکه‌های طلا و ژله عروس دریایی دریافت می‌کنند. بازیکنان می‌توانند با استفاده از سکه‌های بازی و ژله عروس دریایی که به دست آورده‌اند، زمین، مواد اولیه، ساختمانها و تزئینات اضافی را خریداری کنند.

## بازخورد
از زمان انتشار بازی در ۶ ژوئن ۲۰۱۳، باب اسفنجی حرکت می‌کند! یکی از برترین برنامه‌ها در اپ استور بود. برای هفته منتهی به ۱ ژوئیه ۲۰۱۳، این بازی در نمودارهای رسمی اپ استور از برنامه‌های برتر با پرداخت آیفون در رتبه ۶ و در برنامه‌های برتر آی پد با پرداخت در رتبه ۴ قرار دارد. هفته بعد، این بازی در رتبه برتر ۵ در اپلیکیشن‌های برتر آی پد قرار گرفت.